# 29624 Sugiyama
29624 Sugiyama è un asteroide della fascia principale. Scoperto nel 1998, presenta un'orbita caratterizzata da un semiasse maggiore pari a 2,3151776 UA e da un'eccentricità di 0,0886783, inclinata di 7,34628° rispetto all'eclittica.